# Kouni (Gomponsom)
Pour les articles homonymes, voir Kouni.
Kouni est une localité située dans le département de Gomponsom de la province du Passoré dans la région Nord au Burkina Faso.

## Démographie
En 1996, la population était estimée à 2 812 personnes. Lors du recensement de 2006, on y a dénombré 1 783 habitants. Ce sont majoritairement des Mossi.
Kouni a un chef coutumier et un délégué.

## Économie
La localité dispose d'une importante retenue d'eau qui permet d'irriguer les cultures à contre saison. Un marché s'y tient tous les trois jours.

## Santé et éducation
Le centre de soins le plus proche de Kouni est le centre de santé et de promotion sociale (CSPS) de Gomponsom tandis que le centre médical avec antenne chirurgicale (CMA) de la province se trouve à Yako.
Kouni possède deux écoles primaires publiques avec cinq classes.

## Religion
On y pratique l'animisme, le christianisme et l'islam.